# Estin & Co
Estin & Co est un cabinet de conseil en stratégie. Il a été créé en 1997 en France par Jean Estin et a des bureaux à Paris, Londres, Zurich, New York et Shanghai.
Les clients d'Estin & Co sont les actionnaires et les directions générales de grands groupes européens, nord-américains et asiatiques. Le cabinet les assiste dans la formulation et l'implémentation de leurs stratégies de croissance par métier et pour l'ensemble du groupe.
Estin & Co a aussi pour clients les gestionnaires de fonds de private equity ainsi que les actionnaires et les gérants de fonds d'investissement et de holdings familiaux. La société les assiste dans la sélection et la valorisation de cibles potentielles d'investissement et dans la définition de stratégie de création de valeur pour les secteurs dans lesquelles elle a une expertise.
Le cabinet apparaît régulièrement dans certains classements comme la première boutique de conseil spécialisé en stratégie en France,.

## Positionnement et services
Estin & Co a une focalisation exclusive sur le conseil en stratégie, par opposition à la conception de processus d'entreprise, aux systèmes d'information, à l'organisation ou la réduction de coûts opérationnels, etc. Ses consultants consacrent 100 % de leur temps à la stratégie.
Au sujet de ce positionnement, Estin & Co explique que le conseil en stratégie requiert une spécialisation totale : "Estin & Co est spécialisé dans le conseil en stratégie et n'offre pas d'autre service afin d'éviter la dilution de compétences. La stratégie de l'entreprise est de croître à l'international en maintenant sa focalisation sur cette activité au détriment potentiel de sa taille".

## Histoire
Estin & Co a été fondé en 1997 en France par Jean Estin après une carrière dans le conseil et dans des postes de direction générale. Avant de fonder l'entreprise, il a été président Europe de Mercer Management Consulting (aujourd'hui Oliver Wyman) et un membre du conseil d'administration du Mercer Consulting Group.
Estin & Co a ouvert son premier bureau international en Suisse en 1998. Le bureau de Londres fut ouvert en 2001 et celui de Shanghai en 2004.

## Influence et contributions
Estin & Co est connu pour ses travaux et ses publications sur les stratégies de croissance,,,. Le cabinet conduit régulièrement des recherches sur les relations entre croissance et création de valeur,,,.

## Recrutement
Estin & Co a un processus de recrutement hautement sélectif, avec moins de 1 % des candidatures menant à une offre .
Les consultants sont recrutés dans les plus grandes universités et en France dans quelques "grandes écoles" (Polytechnique, CentraleSupélec, les Mines, les Ponts et Chaussées, HEC, ESSEC, ESCP, Oxford, Cambridge, LSE, St.Gallen, Solvay, Bocconi, WHU, Peking University, Tsinghua University, Fudan University, etc.). Des consultants sont aussi recrutés à un niveau senior avec un MBA (Harvard, Wharton, Stanford, Chicago Booth, MIT, Columbia, INSEAD, etc.) et quelques années d'expérience professionnelle réussies, ou bien après plusieurs d'expérience dans des positions de  management.

## Publications
Estin & Co publie régulièrement des articles résumant ses perspectives sur des sujets de stratégie et ses travaux récents . Le cabinet contribute également à certaines publications économiques (Challenges,, Les Echos ,, La Jaune et la Rouge,, L'Opinion). En 2011, il a publié un livre, Stratégies, sur la base de certains de ces articles.